# Бонгард, Михаил Моисеевич
 Михаи́л Моисе́евич Бо́нгард (полная фамилия Бонгард-Полонский, 1924—1971) — советский кибернетик, доктор технических наук (1970), один из основоположников теории распознавания образов, автор фундаментальных работ в области цветоразличения, исследователь процессов восприятия и адаптивного поведения. М. М. Бонгард — один из основателей (наряду с М. Л. Цетлиным) научной школы, круг интересов которой составляли проблемы математического моделирования в биологии, физиологии, медицине и этологии.

## Биография
Родился 26 ноября 1924 года в Москве. Отец — Моисей Ильич Полонский, мать — Дора Израилевна Бонгард (1900—1972).
В 1941 году окончил 182-ю среднюю школу Москвы и поступил на физический факультет МГУ им. М. В. Ломоносова. Во время войны перед призывом в Красную армию некоторое время обучался в Свердловском университете. В 18 лет попал на фронт. Служил на передовой в пехоте, воевал автоматчиком на танке. После ранения под Невелем продолжил учёбу на физфаке МГУ.
В 1949 г. Бонгард окончил физический факультет МГУ по кафедре теории колебаний. (Его дипломная работа, которая составляла новое слово в теории и практике анализа спектров сигналов, занимала на бумаге менее 5 страниц. Это обстоятельство в будущем иногда служило «методом воспитания» его молодых сотрудников). Его как выпускника кафедры теории колебаний распределили на Шиховскую балалаечную фабрику. Но там не знали, что с таким специалистом делать, и он устроился лектором в Московский планетарий.
В 1952 году стал сотрудником Лаборатории биофизики зрения Института биологической физики АН СССР, созданной бывшими коллегами С. В. Кравкова. С 1953 по 1955 год этой Лабораторией биофизики зрения руководил Г. К. Гуртовой, а с 1955 года — проф. Н. Д. Нюберг (товарищ А. Н. Колмогорова по гимназии).
В 1961-62 учебном году М. Л. Цетлин, М. М. Бонгард и В. И. Варшавский организовали в Комарово (под Ленинградом) первую в СССР зимнюю школу-семинар по теории автоматов и распознаванию образов. Эта школа, получившая название Комаровской, собиралась ежегодно на 10—14 дней и проработала 10 лет.
В 1963 году Лаборатория биофизики зрения Института биофизики АН СССР, сотрудником которой был Бонгард, не стала переезжать вместе с этим Институтом из Москвы в Пущино, а по инициативе Н.Д. Нюберга перешла в полном составе  в Институт проблем передачи информации АН СССР, и там стала называться Лабораторией переработки информации в органах чувств.
С 1967 по 1971 год Бонгард возглавлял эту Лабораторию переработки информации в органах чувств Института проблем передачи информации АН СССР. Защитил докторскую диссертацию «Исследование узнающих систем, совершающих переменное преобразование пространства рецепторов» (1970).
В 1960 году Бонгарду было присвоено звание Мастера спорта СССР по альпинизму. В 1961 году Бонгард получил золотую медаль Чемпионата СССР в классе высотных восхождений за восхождение на пик Коммунизма в составе команды под руководством Е.И. Тамма.
В начале августа 1971 года Бонгард погиб в горах Памиро-Алая (горный узел Матча).

### Семья
Сестра матери — актриса театра «Габима» Эстер Израилевна Бонгард — была замужем за режиссёром и театральным педагогом Борисом Вершиловым. Их дочь Елена была замужем за биофизиком Ефимом Либерманом, одноклассником Михаила Бонгарда.

## Научная деятельность
В сферу научных интересов Бонгарда входили: распознавание образов, физиология зрения, машинное обучение, адаптивное поведение.
В 1953 году Бонгард провёл измерения реакций на зрительном нерве лягушки, разрабатывает метод объективной колориметрии для выделения вклада цветовых каналов. В первой половине 50-х впервые Бонгардом и М. С. Смирновым было показано, что многомерная информация может передаваться по одному нервному волокну. Обнаружение этого факта имело большое значение в связи с вопросами кодировки сигналов в нервных волокнах.
С 1958 года, первым в Советском Союзе, Бонгард начал заниматься моделированием физиологических процессов на компьютере. Он пишет программы для М-2 — одной из первых ЭВМ в СССР. (Машина М-2 была разработана в Лаборатории электросистем Энергетического института АН СССР под руководством И. С. Брука и М. А. Карцева).
В 1961 году под руководством Бонгарда разработана программа «Кора» (как часть программы «Геометрия»). Программа «Кора» нашла применение, в частности, для распознавания нефтеносных пластов. Школе Бонгарда принадлежит приоритет в практическом применении методов распознавания образов для незрительных задач. Достижения этой школы в области индуктивного формирования понятий, моделей зрения, коллективного поведения автоматов более сорока лет составляют передний край мировой науки.
«…задача „Коры“ — поиск разделяющего правила после того, как найдены операторы, дающие достаточно четкие (коротко кодируемые) характеристики объекта или его частей. При этом несущественна структура операторов и то, как они найдены. Их мог в готовом, окончательном виде придумать человек („Арифметика“), они могут иметь некоторые степени свободы, закрепляемые в ходе определённых стадий обучения („Геометрия“)…».
Описание алгоритма «Кора» впоследствии вошло во все русскоязычные учебники и лекционные курсы по распознаванию образов.
В 1963 году в сборнике «Проблемы кибернетики» М. М. Бонгард публикует статью «О понятии „полезная информация“». Ценность информации после получения сообщения связывается с увеличением вероятности достижения некоторой цели (например, точности распознавания). Величина «полезной информации» по Бонгарду может иметь отрицательное значение, то есть может быть измерена и дезинформация. Глава 7-я вышедшей позднее книги Бонгарда «Проблема узнавания» посвящена развитию этой темы.
В 1967 г. он публикует свой главный труд — книгу «Проблема узнавания». В ней нашли отражение результаты многолетней работы собранного Бонгардом творческого коллектива, в который входили М. Н. Вайнцвайг, В. В. Максимов, М. С. Смирнов, Г. М. Зенкин, А. П. Петров и другие ученые. Эта монография на протяжении более сорока лет является настольной книгой российских и многих зарубежных ученых в области Искусственного интеллекта. В 1970 г. книга была издана в английском переводе под названием «Pattern Recognition». Значительная часть книги посвящена важнейшей в теории распознавания образов теме — процедурам выявления информативных признаков путём индуктивного обучения.
В книге описаны эксперименты с компьютерными программами распознавания «Арифметика» и «Геометрия». В этих экспериментах впервые исследовалась задача преобразования пространства первичных признаков (пространства рецепторов) в такое пространство, где поверхность, разделяющая классы, достаточно проста. На основе первичных признаков объектов генерировались вторичные признаки как функции от первичных, из которых отбирались наиболее информативные. Окончательно задачи классификации решались в сформированном признаковом пространстве.
Впервые рассматривается проблема переобучения. Уникальность книги Бонгарда состоит, в частности, и в том, что методы распознавания, изложенные в ней, не ограничены узкими рамками так называемой «гипотезы компактности».
В «Приложении» Бонгард приводит «Задачник для узнающей программы» — 100 задач для оценки уровня качества и «способностей» программ распознавания для зрительных (визуальных) образов. Все эти задачи относительно легко решаются человеком. Однако пока сообщений об устройстве соревнований с человеком по их автоматическому решению не поступало (хотя попытки создания таких решающих программ позже предпринимались, — в частности, В. В. Максимовым и независимо от него Г. Фундалисом). Эти задачи, получившие известность как тесты Бонгарда, несомненно, являются объективным способом сравнения интеллектуальности искусственных распознающих систем.
Во второй половине 60-х под руководством Бонгарда начата разработка модели «Животное», изучающей адаптивное поведение искусственных организмов, живущих на разбитой на клетки плоскости и обладающих рядом конкурирующих между собой потребностей. В проекте «Животное» модель адаптивного поведения обладала иерархией целей и подцелей. Этот проект не был реализован в полноценной модели, и заложенные в нём интересные и остроумные идеи ещё ждут своего воплощения. Об актуальности проекта свидетельствует то, что в 2006 г. две статьи по проекту «Животное» за авторством М. М. Бонгарда, И. С. Лосева, В. В. Максимова, М. С. Смирнова вышли повторно (спустя 30 лет после их опубликования) в сборнике «От моделей поведения к искусственному интеллекту» (под ред. Редько В. Г., ИОНТ РАН).

## Публикации
- Бонгард М. М. Проблема узнавания.— М.: Физматгиз, 1967.
- Бонгард М. М. Колориметрия на животных // Доклады АН СССР.— 1955.— Т. 103.— № 2.— С. 239—242.
- Бонгард М. М., Смирнов М. С. Сущность некоторых новых опытов по цветному зрению // Физика в школе.— 1961.— № 1.— С. 5-15.
- Бонгард М. М. Моделирование процесса узнавния на цифровой счетной машине // Биофизика.— 1961.— Вып. 4.— № 2.— с. 17
- Бонгард М. М. Моделирование процесса обучения узнаванию на универсальной вычислительной машине // Биологические аспекты кибернетики. Сб. статей.— М.: Изд. АН СССР, 1962.
- Бонгард М. М. О понятии «полезная информация» // Проблемы кибернетики. 9.— М., 1963.
- Бонгард М. М., Смирнов М. С. О «кожном зрении» Р. Кулешовой // Биофизика.— 1965.— Т. 10.— вып. 1.— С. 48-54.
- Бонгард М. М., Вайнцвайг М. Н., Губерман Ш. А. Извекова М. Л., Смирнов М. С. Использоание обучающейся программы для выявления нефтеносных пластов // Геология и геофизика.— 1966.— № 6.
- Бонгард М. М., Вайнцвайг М. Н. Об оценках ожидаемого качества признаков // Проблемы кибернетики.— 1968.— вып. 20
- Бонгард М. М., Голубцов К. В. О типах горизонтального взаимодействия, обеспечивающих нормальное видение перемещающихся по сетчатке изображений (моделирование некоторых функций зрения человека) // Биофизика.— 1970.— Вып. 2.— № 15.— с. 361—373.
- Адельсон-Вельский Г. М., Бонгард М. М., Лавров С. С. Эвристическое программирование // Вторая всесоюзная конференция по программированию (ВКП-2), Новосибирск.— 1970.
- Bongard M. M. Pattern Recognition.— New York: Spartan Books, 1970.
- Нюберг Н. Д., Бонгард М. М., Николаев П. П. О константности восприятия окраски // Биофизика.— 1971.— Т.16.— Вып. 2.
- Бонгард М. М., Лосев И. С., Смирнов М. С. Проект модели организации поведения — Животное // Моделирование обучения и поведения.— М.: Наука, 1975.
- Бонгард М. М., Лосев И. С., Максимов В. В., Смирнов М. С. Формальный язык описания ситуаций, использующий понятие связи // Моделирование обучения и поведения.— М.: Наука, 1975.